# Savoy Pictures
Savoy Pictures Inc. era una compagnia di produzione e distribuzione cinematografica indipendente attiva dal 1993 al 1996.

## Storia
Victor A. Kaufman divenne presidente e capo esecutivo della Savoy Pictures nel 1992 insieme con il vice capo esecutivo, Lewis J. Korman. Tra i film della Savoy Picture degni di nota ci sono Bronx, Fuga da Absolom, L'ultimo cacciatore e Serial Mom.
Il budget per i loro film crebbe. Tuttavia, con scarsi investimenti nel marketing, la Savoy dovette fronteggiare una grossa crisi economica, solo tre anni dopo la sua fondazione. Per tre anni, la Savoy ha poi distribuito dei fallimenti al box office compresi Exit to Eden e Getting Away with Murder. La HBO gestisce la pubblicazione di home video dei prodotti della libreria della Savoy.
Nel gennaio 1995, Kaufman annunciò l'assunzione di Robert N. Fried alla guida dello studio cinematografico. Fried inserì nelle cariche dirigenziali Alan Sokol, Bob Levin, Cathy Schulman, Stan Brooks, Stan Wlodkowski e i registi Sam Raimi, Bob Teitel, George Tillman, Rob Weiss e Peter Chelsom. Nel settembre 1995, Kaufman dichiarò che egli non era più interessato ad investire nel cinema d'affari e ri-qualificò la società come una stazione televisiva.
In conseguenza di ciò, poco dopo strinse un accordo con la New Line Cinema per la distribuzione e/o co-produzione, per quei film che al momento erano in produzione o in pre-produzione, come il film A Thin Line Between Love and Hate che vede il debutto alla regia di Martin Lawrence, oppure American History X, Le straordinarie avventure di Pinocchio e The Stupids. Tuttavia, la Paramount Pictures distribuì e co-produsse il film della Savoy, Soldi sporchi.
Dal 1994 al 1997, la Savoy faceva parte di una joint venture con la Fox Broadcasting Company, che diede vita ad una società chiamata SF Broadcasting. Le stazioni di proprietà della SF Broadcasting furono la WALA-TV di Mobile (Alabama), la WLUK-TV di Green Bay (Wisconsin), la WVUE di New Orleans e la KHON di Honolulu. Divennero tutte affiliate della Fox nel 1995. Nel 1997 furono vendute alla Silver King Broadcasting, anche se la Fox vi mantiene un certo interesse.
Nel dicembre del 1995 la Savoy Pictures, annunciò che la IAC/Interactive Corporation di Barry Diller stava per acquistare la società. L'operazione è stata finalizzata nel 1997. Victor Kaufman è diventato vice presidente, sedendo nel consiglio di amministrazione della IAC.
Oggi, la HBO rimane la titolare dei diritti home video per la libreria della Savoy, mentre la società sorella Warner Bros. Television detiene quelli per la distribuzione televisiva.